# Агбар (башня)
Ба́шня Агба́р (кат. Torre Agbar [торре агбар]) — современный 34-этажный небоскрёб на проспекте Диагональ, 211, города Барселона, Каталония, на границе нового технологического квартала 22@. Название здание получило от владельцев — холдинговой компании «Группа Агбар». С 2005 года является главным офисом компании по водоснабжению «А́гуас де Барселона». По состоянию на 2016 год небоскрёб занимает 14-е место в списке самых высоких зданий страны.

## Дизайн

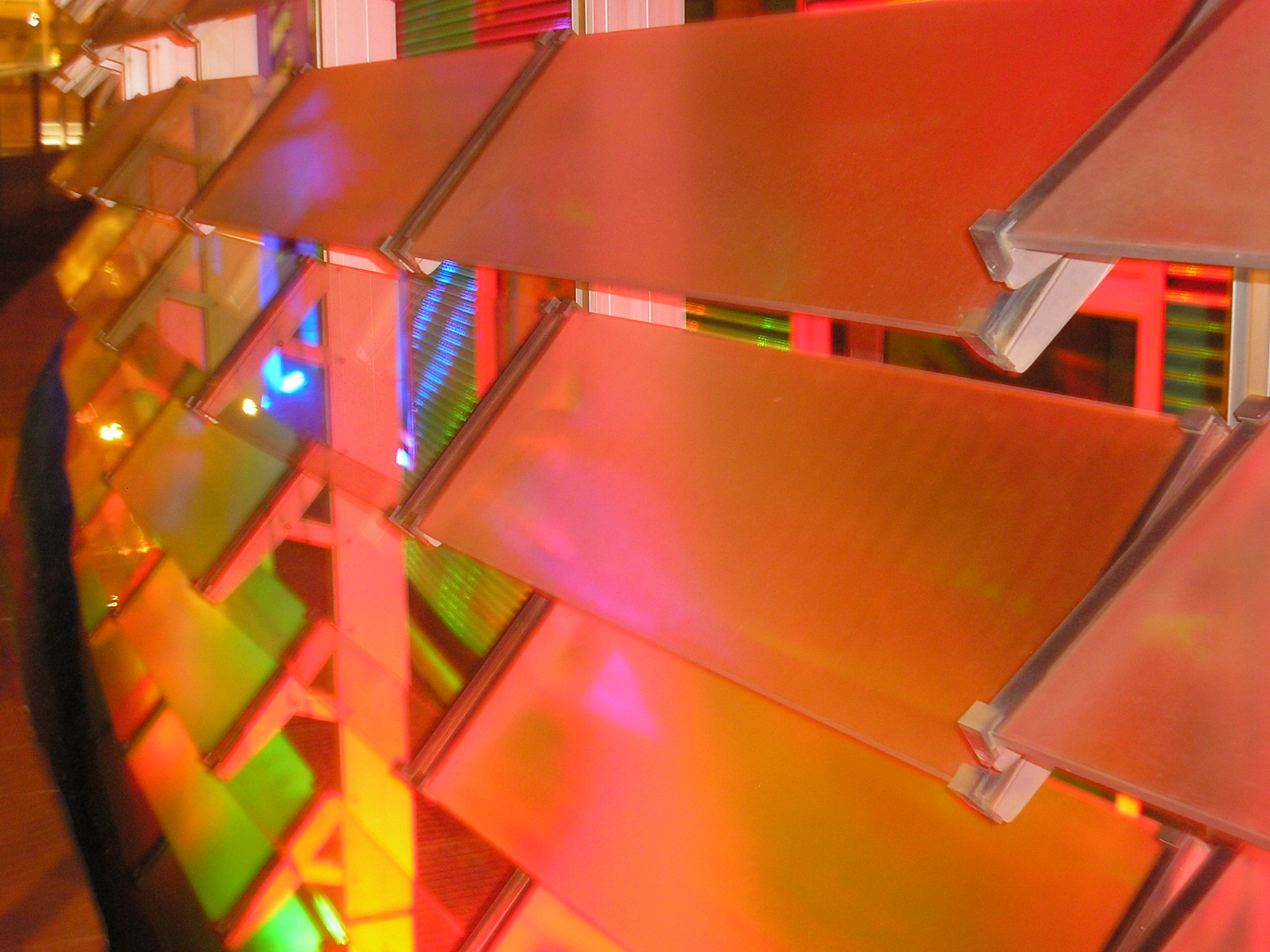
Устройство обшивки Торре Агбар

Здание возведено фирмой Dragados по совместному проекту французского архитектора Жана Нувеля и испанской фирмы b720 Arquitectos. Оно было построено в июне 2005 года и торжественно открыто королём Испании 16 сентября 2005 года. Форма здания навеяна идеей о водной стихии (со ссылкой на Агуас де Барселона, то есть барселонская вода), причудливыми очертаниями скал горного массива Монсеррат, находящегося неподалёку от города, и колокольнями собора Святого Семейства.
Здание 38-этажное (четыре из них подземные) высотой 144,4 метра (третье место в городе по состоянию на 2016 год). Общая площадь помещений башни 50 693 квадратных метров, из которых 30 000 предназначено для офисов, 3210 для технических помещений, 8132 для общих услуг (в том числе зрительный зал) и 9132 для автостоянки (265 парковочных мест).
Здание обшито разноцветными металлическими панелями, в которых расположено около 4000 устройств освещения, использующих светодиодные технологии. Они образуют сложные цветовые сочетания (до 16 миллионов цветов), создавая эффект своего рода «пикселизованного» цвета — издалека пиксели сливаются, и башня кажется переливающейся всеми цветами радуги. Снаружи всё здание покрыто прямоугольными стеклянными панелями, которые могут двигаться по сигналам датчиков температуры на внешней стороне башни.
Строительство, как объяснил сам Нувель, находилось под сильным влиянием самых представительных символов каталонской культуры. С одной стороны, он был вдохновлен работой испанского архитектора Антонио Гауди — колокольней собора Святого Семейства. Кроме того, как дань памяти Святому Семейству северная сторона башни была разработана с целью получения оптимального вида на храм. С другой стороны, Нувель был вдохновлен выделяющимися вершинами хребта Монсеррат — большое значение для Каталонии, место храма, где находится их покровитель, Божья Матерь Монсеррат.

## Галерея

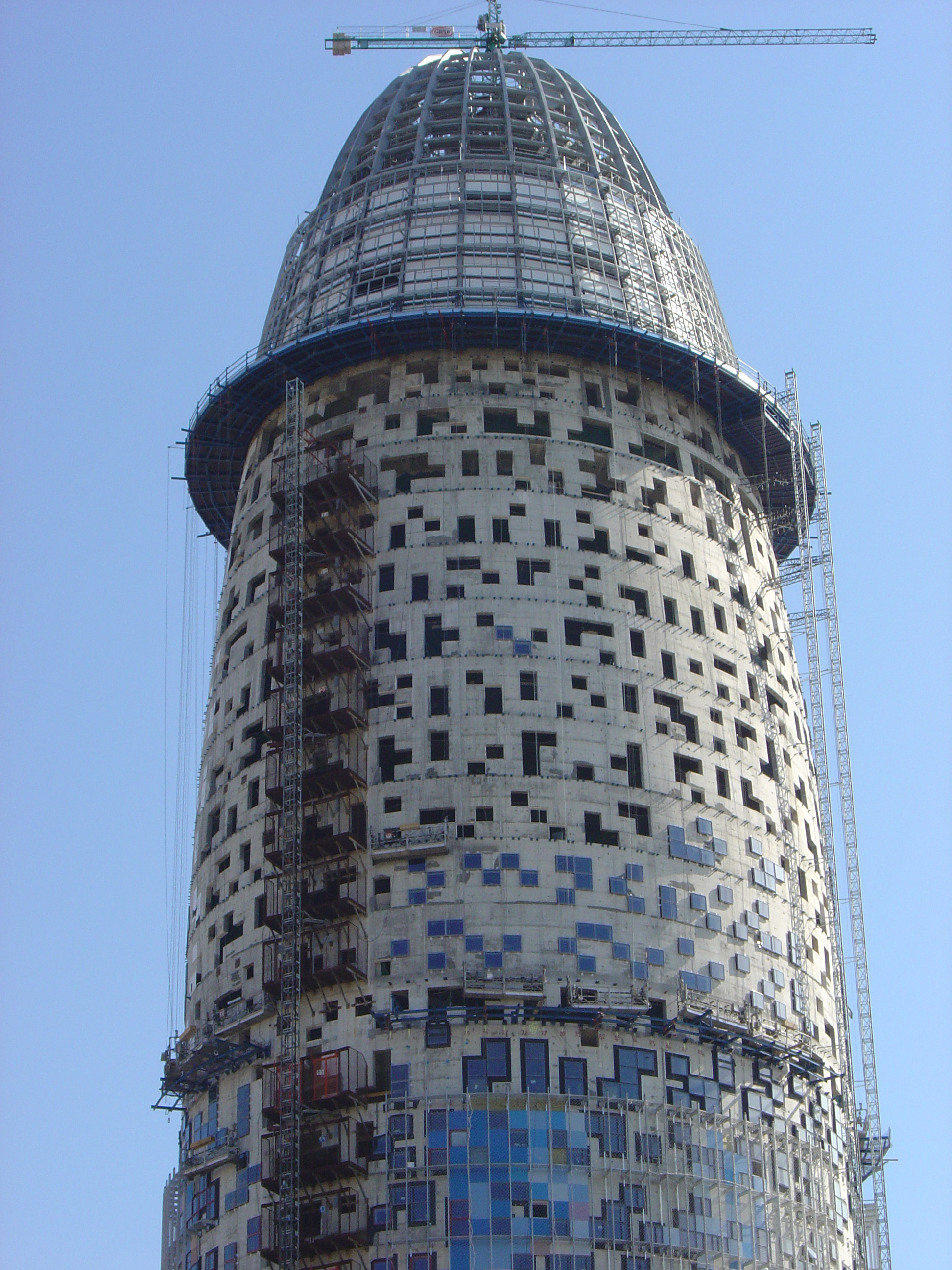
Работы по возведению башни Агбар, 11 апреля 2004
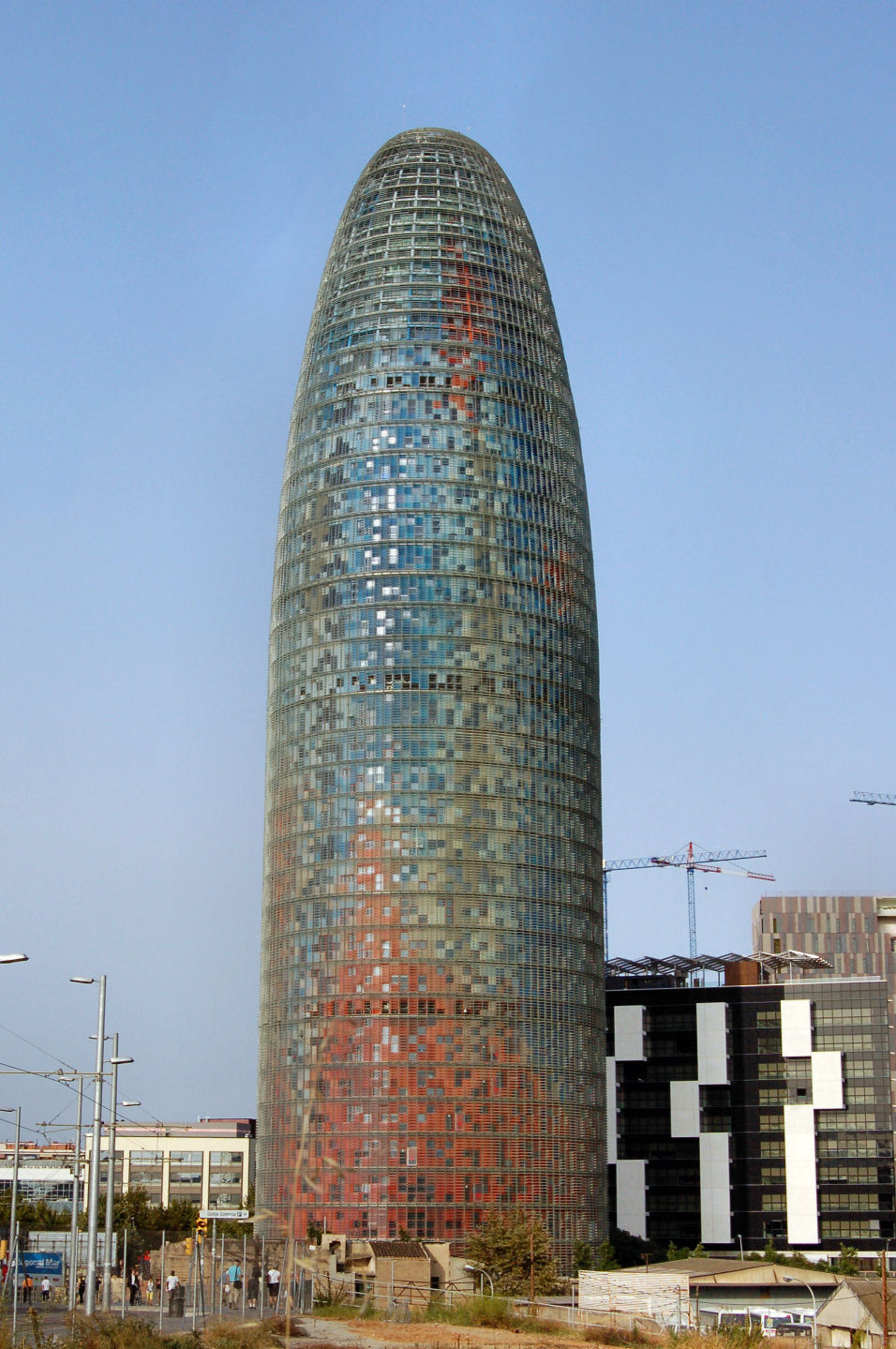
Башня Агбар, 12 сентября 2007
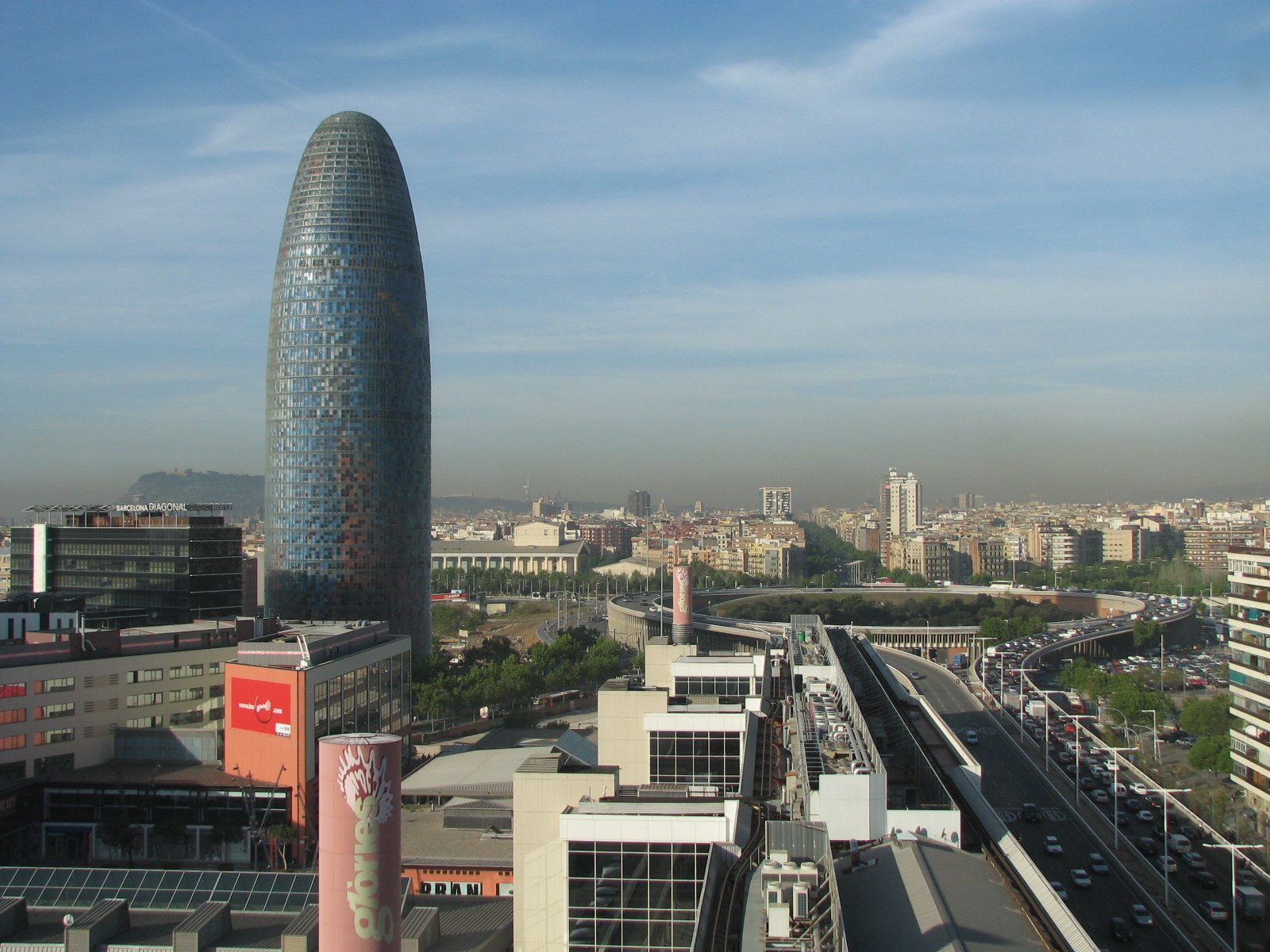
Башня Агбар и площадь Глориас Каталанес, вид с ближайшего офисного здания, 25 апреля 2008
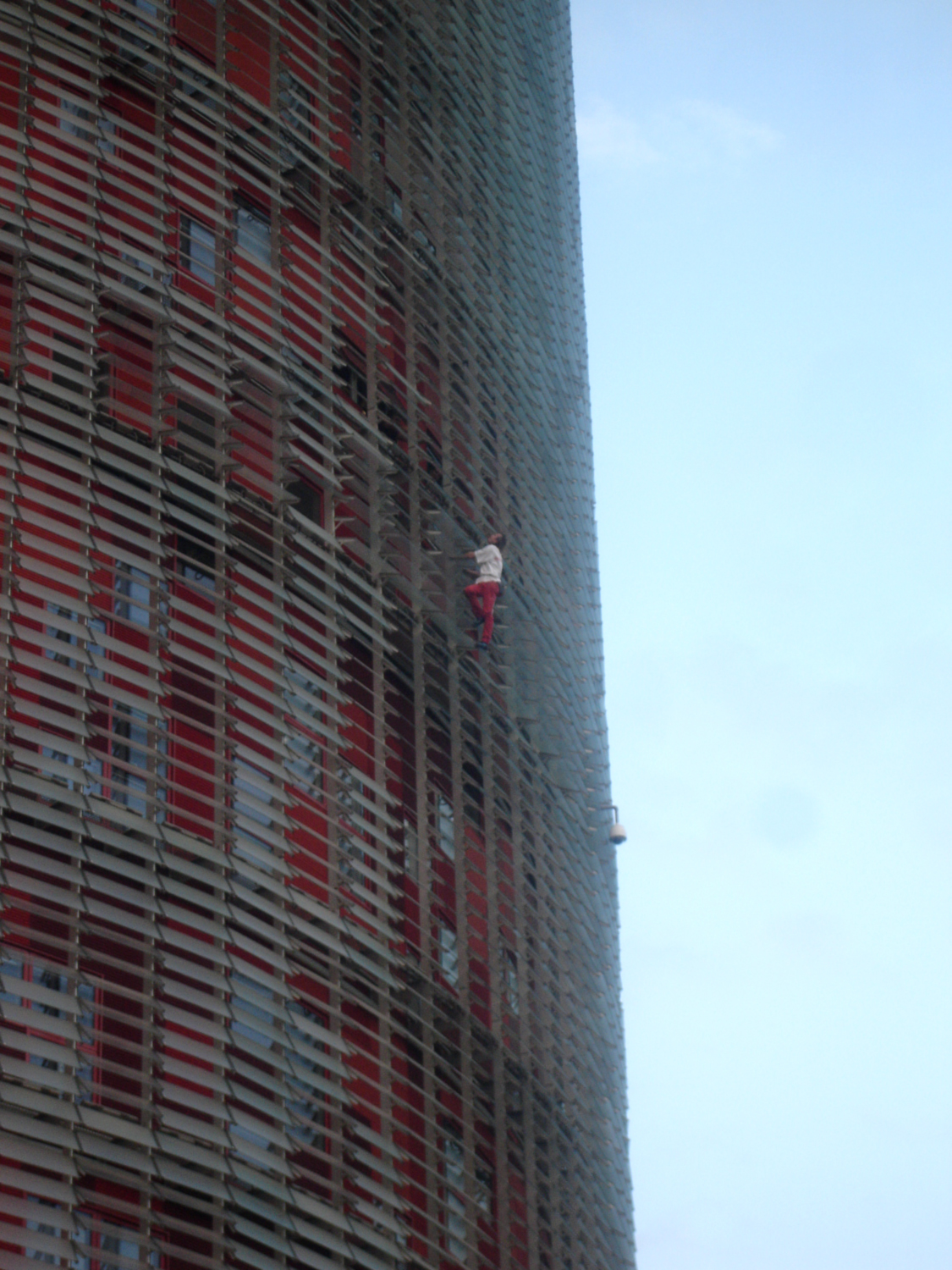
Ален Робер взбирается по башне Агбар, 9 октября 2007
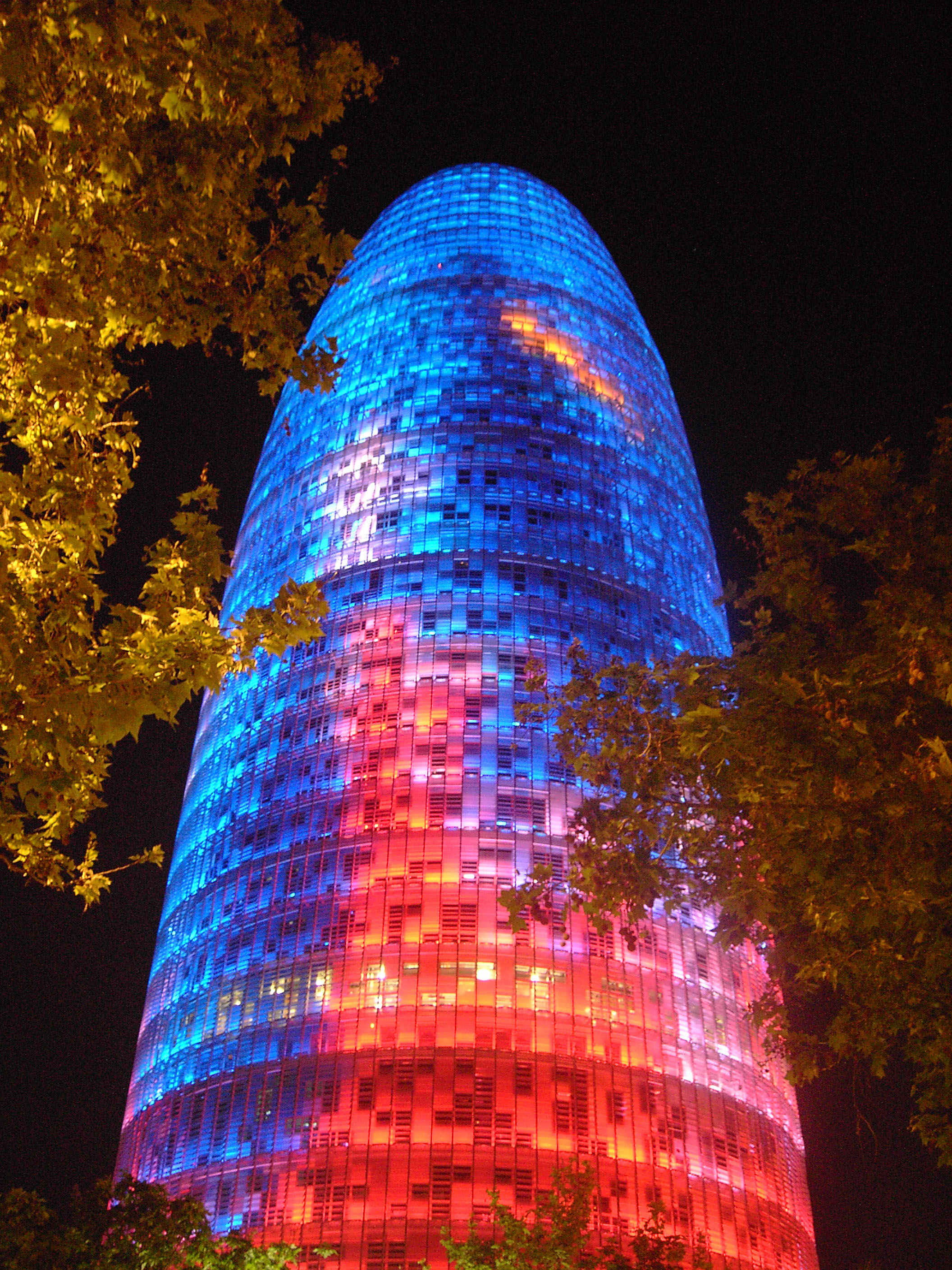
Башня Агбар ночью, 30 апреля 2007
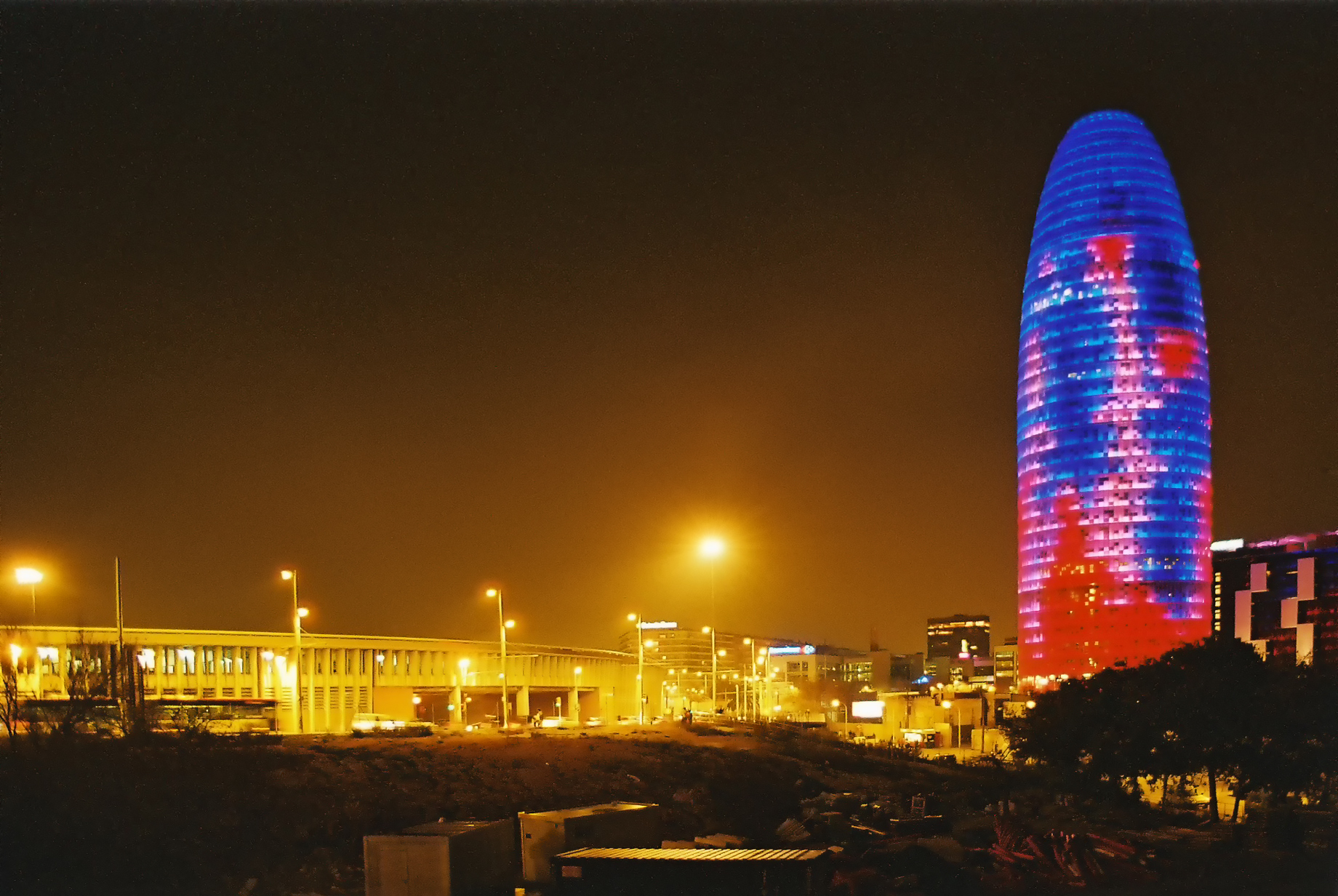
Башня Агбар ночью, 3 февраля 2007